# چشمه نوترون اسپالاسیون
چشمه نوترون اسپالاسیون (به انگلیسی: Spallation Neutron Source) معروف به SNS، یک منبع یا چشمه ذرات نوترون است.
این آزمایشگاه فدرال آمریکا واقع در آزمایشگاه ملی اوک ریج در تنسی است، و زیر نظر دانشگاه تنسی و وزارت نیرو ایالات متحده آمریکا هدایت می‌شود. این آزمایشگاه ۴۵۰ نفر در استخدام دایم دارد و تأسیس آن در سال ۲۰۰۵ نزدیک به ۱٫۴ میلیارد دلار خرج در برداشت. 
بزرگترین چشمه نوترون جهان هم اکنون در شهر لوند سوئد با نام چشمه اسپالاسیون اروپا (به انگیسی ESS) در حال ساخت است.